# Guvernementet Vologda
Guvernementet Vologda var ett guvernement i nordöstra Ryssland och senare RSFSR, 1796–1929.
Med sin yta på 402 733 km² var det näst Archangelsk det största guvernementet i europeiska Ryssland.
Det sträckte sig omkring 1 300 km i nordöstlig riktning från guvernementet Novgorods gräns till
Uralbergen. Södra gränsen följde huvudsakligen den nordryska landryggen, i öster även kallad
Uvallyhöjden, egentligen blott den av floderosionen utpreparerade vattendelaren mellan Kaspiska havets och Norra ishavets floder (262 m.ö.h.). I öster utgjordes gränsen av Uralbergen, som här ägde sina högsta toppar
(Töll Pos Is, 1 688 m.); från huvudkedjan utgrenade sig mot nordväst Timanbergen, en veckad kedja liksom
Ural själv, 80 km. bred, men av erosionen nästan utjämnad, så att de högsta punkterna inte nådde högre än
260 m. ö. h. Huvudfloder var Suchona och Vytjegda, vilka flöt parallellt med vattendelaren och förenade sig till
Dvina. I norr griper Mesen in ett stycke i guvernementet,
och området öster om Timanbergen hörde till Petjoras system. Stora sandhedar och moras utbredde sig mot norr och nordöst. Dock var omkring 95 procent av arealen bevuxen med en gles skogsvegetation av tall, gran,
lärkträd, asp och björk.
Klimatet var strängt:
i staden Vologda i sydväst var medeltemperaturen för året 2,4°,
men i Ust-Syssolsk vid Vytjegda längre i bordöst var den endast 0,3°. En fördel var dock, att somrarna var jämförelsevis varma, så att kornet t. ex. vid Mesen kunde mogna 40 dagar efter sådden.
Utom något jordbruk och boskapsskötsel bedrevs framför allt mejerihantering (smör och ost), skogsavverkning (med dess binäringar tjärbränning, pottaskeberedning m. m.) samt husslöjd, särskilt tillverkning av spetsar ("Vologdaspetsar"), vilka såldes av gårdfarihandlare och ha synnerligen gott anseende, samt träsnideri. Av industrier märktes järnverk, brännerier och linberedningsanstalter. De förnämsta handelsplatserna var Vologda och Velikij Ustiug; sistnämnda ort, som ligger vid floden Suchona, hade omkring 20 000 inv., vilka var kända som skickliga gravörer i silver och tillverkare av silveraskar och -lådor med hemliga lås.
Befolkningen, som 1915 uppgick till 1 772 200 personer, utgöres till större delen (91,4 procent) av ryssar och till 8,6 procent av syrjäner (i nordöst). I religionsavseende var befolkningen synnerligen homogen: 99,9 procent bekände sig till den ortodoxa läran. Endast 25 procent av befolkningen över 9 år var läskunniga.

## Källa
Den här artikeln är helt eller delvis baserad på material från Nordisk familjebok, Vologda, 1904–1926.